# Flugplatz Djúpivogur

i8
i11
i13
Der Flugplatz Djúpivogur (IATA-Code: DJU, ICAO-Code: BIDV) liegt im Osten von Island.
Der Flugplatz wurde südlich des Ortes Djúpivogur auf die Landzunge Búlandsnes im Jahr 1957 für Krankentransportflüge gebaut.

Die Start- und Landebahn war 300 × 30 m groß.
Sie wurde im Sommer 1970 auf 600 × 25 m ausgebaut.
Zuletzt wurde die Landebahn 1983 auf 745 × 24 m erneuert und ist seit 2017 wieder bei Isavia verzeichnet.
Linienflüge gab es vom Anfang der 1970er bis Mitte der 1980er Jahre.
Das Flugfélag Austurlands unterhielt bis in die 1990er Jahre Postflüge nach Djúpivogur.